# Stentimotej
Stentimotej (Phleum paniculatum) är en gräsart som beskrevs av William Hudson. Enligt Catalogue of Life ingår Stentimotej i släktet timotejer och familjen gräs, men enligt Dyntaxa är tillhörigheten istället släktet timotejer och familjen gräs. Arten har ej påträffats i Sverige. Inga underarter finns listade i Catalogue of Life.

## Bildgalleri

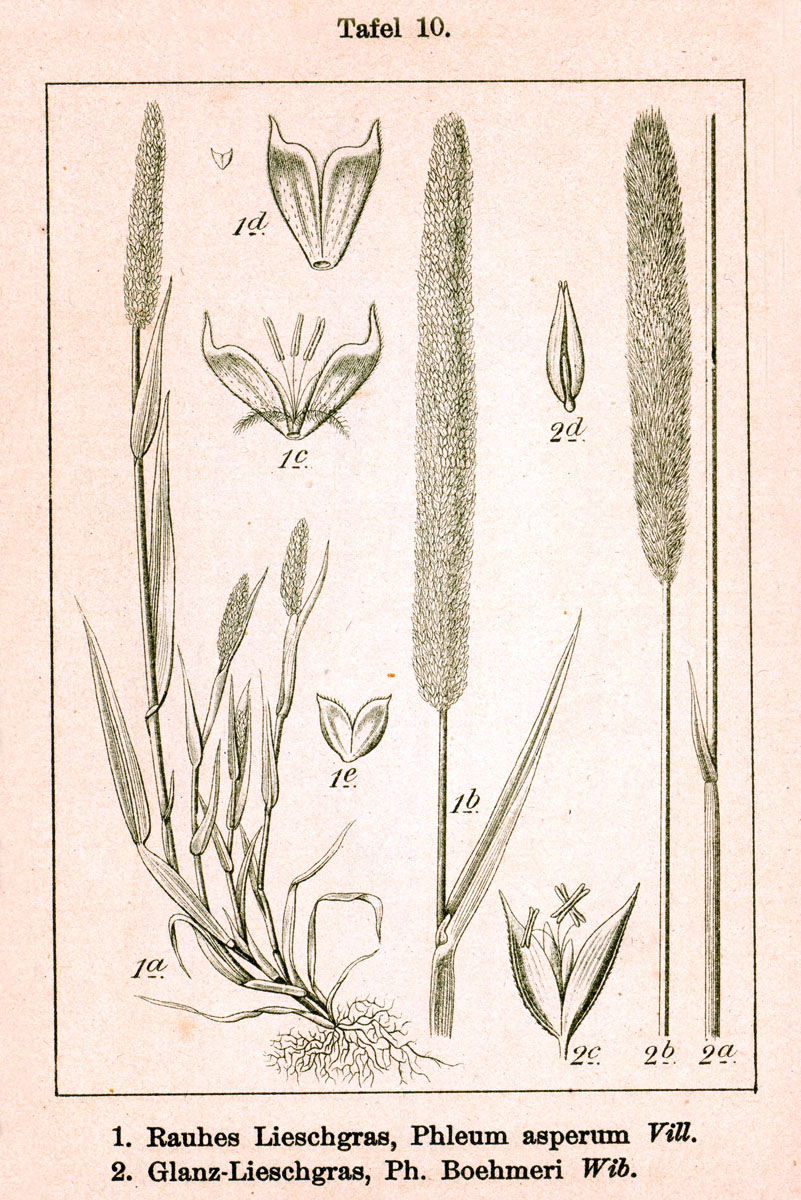